# Saison 2013-2014 du Toulouse Football Club
Chronologie
Saison précédente Saison suivante
La saison 2013-2014 du Toulouse Football Club (TFC) voit le club s'engager dans trois compétitions que sont la Ligue 1, la Coupe de France et la Coupe de la Ligue.

## Effectif de la saison
Effectif professionnel pour la saison 2013-2014 du Toulouse Football Club.

## Transferts

### Mercato d'été
| Nom                | Nationalité | Transfert                               | Provenance/Destination      | Division                  |
| Arrivées           |             |                                         |                             |                           |
| Mihai Roman        | Roumanie    | Libre (Contrat de 3 ans)                | Rapid Bucarest              | Liga I                    |
| Uroš Spajić        | Serbie      | Transfert - 1,50M€ - (Contrat de 5 ans) | FK Étoile rouge de Belgrade | Super Liga Srbije         |
| Óscar Trejo        | Argentine   | Transfert - 2M€ - (Contrat de 4 ans)    | Real Sporting de Gijón      | Segunda División          |
| Martin Braithwaite | Danemark    | Transfert - 2M€ - (Contrat de 3 ans)    | Esbjerg fB                  | Superliga                 |
| Abel Aguilar       | Colombie    | Transfert - 2M€ - (Contrat de 3 ans)    | Hércules Alicante           | Segunda División          |
| François Moubandje | Suisse      | Transfert - 1M€ - (Contrat de 4 ans)    | Servette FC                 | Championnat de Suisse     |
| Prêts              |             |                                         |                             |                           |
| Clément Chantôme   | France      | Prêt                                    | Paris SG                    | Ligue 1                   |
| Retours de prêt    |             |                                         |                             |                           |
| Amadou Soukouna    | France      | Prêt                                    | Luzenac Ariège Pyrénées     | National                  |
| Mickaël Firmin     | France      | Prêt                                    | Stade Athlétique Spinalien  | National                  |
| Umut Bulut         | Turquie     | Prêt                                    | Galatasaray                 | Spor Toto Süper Lig       |
| Départs            |             |                                         |                             |                           |
| Umut Bulut         | Turquie     | Transfert définitif - 2,7M€             | Galatasaray                 | Spor Toto Süper Lig       |
| Franck Tabanou     | France      | Transfert définitif - 5M€               | A.S. Saint-Étienne          | Ligue 1                   |
| Étienne Capoue     | France      | Transfert définitif - 14M€              | Tottenham HFC               | Barclays Premier League   |
| Cheikh M'Bengue    | Sénégal     | Transfert définitif - 2M€               | Stade rennais               | Ligue 1                   |
| Prêts              |             |                                         |                             |                           |
| Retours de prêt    |             |                                         |                             |                           |
| Yannick Djaló      | Portugal    | Prêt                                    | Benfica Lisbonne            | Liga ZON Sagres           |
| Adil Hermach       | Maroc       | Prêt                                    | Al-Hilal FC                 | Saudi Professional League |
| Adrien Rabiot      | France      | Prêt                                    | Paris SG                    | Ligue 1                   |
| Fins de contrat    |             |                                         |                             |                           |
| Thibault Peyre     | France      | Fin de contrat                          | LOSC Lille                  | Ligue 1                   |
| Yannick Aguemon    | France      | Fin de contrat                          | Vannes OC                   | National                  |
| Daniel Braaten     | Norvège     | Fin de contrat                          | FC Copenhague               | SAS Ligaen                |

### Mercato d'hiver
| Nom              | Nationalité | Transfert         | Provenance/Destination | Division     |
| Arrivées         |             |                   |                        |              |
| Dominik Furman   | Pologne     | Transfert - 2,7M€ | Legia Varsovie         | Ekstraklasa  |
| Zacharie Boucher | France      | Transfert - 1,5M€ | Le Havre AC            | Ligue 2      |
| Dušan Veškovac   | Serbie      | Transfert         | Young Boys de Berne    | Super League |
| Départs          |             |                   |                        |              |
| Aymen Abdennour  | Tunisie     | Prêt              | AS Monaco              | Ligue 1      |

## Rencontres de la saison

### Matchs amicaux
Le Toulouse Football Club commence sa saison 2013-2014 le 27 juin, suivi d'un stage de pré-saison du 7 au 13 juillet à Navata, en remplacement du traditionnel stage à Luchon à cause des intempéries ayant touché la région les 19 et 20 juin, et sept matchs de préparation en juillet et août.
À la suite des départs de Moussa Sissoko et d'Adrien Rabiot, Adrien Regattin doit changer de poste pour jouer dans l'axe. Après de très bonnes impressions lors des matchs amicaux, Mihai Roman, qui joue également au poste de milieu de terrain, se blesse gravement et ne peut rejouer avant février ou mars 2014.

### Coupe de la ligue
Toulouse en tant qu'équipe de Ligue 1 est exempt des trente-deuxième de finales de la Coupe de la ligue.
| Date        | Tour               | Adversaire             | Lieu                                 | Résultat | Buteurs pour le TFC                                        | Affluence |
| ----------- | ------------------ | ---------------------- | ------------------------------------ | -------- | ---------------------------------------------------------- | --------- |
| 29 octobre  | Seizième de finale | US Créteil-Lusitanos   | Stade Dominique-Duvauchelle, Créteil | 1 - 3    | Abel Aguilar 51e · Óscar Trejo 79e · Wissam Ben Yedder 91e | 3 554     |
| 18 décembre | Huitième de finale | Olympique de Marseille | Stade Vélodrome, Marseille           | 2 - 1    | Uroš Spajić 42e                                            | 35 621    |